# Domašov u Šternberka
Domašov u Šternberka (in tedesco Domeschau) è un comune della Repubblica Ceca facente parte del distretto di Olomouc, nella regione di Olomouc.